# Tempelprostitution
Tempelprostitution, helig prostitution, kultprostitution och sakral prostitution  är en term för en form av sexuell ritual som utförs mot ersättning som en del av religionsutövning. Exempel är riter som utfördes som en form av fruktbarhetsrit inom ett så kallat gudomligt äktenskap (hieros gamos). En sexuell ritual som utförs inom religionsutövning utan ersättning benämns vanligen av forskare som "sakral sex" eller "sakral sexuell rit", snarare än med en term som inkluderar "prostitution". Huruvida tempelprostitution faktiskt har förekommit i verkligheten är ett kontroversiellt och ifrågasatt ämne. 
Traditionellt har förekomsten av tempelprostitution betraktats som ett historiskt faktum på grund av den stora mängd historiska författare som beskrivit dem. Sedan slutet av 1900-talet har forskarvärlden dock ifrågasatt huruvida fenomenet faktiskt är en myt eller en historisk sanning. Detta ifrågasättande beror dels på att de sexuella riter som faktiskt förekom i vissa religioner och kulturer inte ägde rum mot ersättning och alltså inte var prostitution; och dels på att många historiska uppgifter om tempelprostitution utgår från källor som kan ha varit felöversättningar, missuppfattningar eller rena påhitt av historiska uppgiftslämnare med en agenda. 